# Sainte-Livrade-sur-Lot
Sainte-Livrade-sur-Lot è un comune francese di 6.640 abitanti situato nel dipartimento del Lot e Garonna nella regione della Nuova Aquitania.

## Storia
- Paleolitico: primi insediamenti umani in questa epoca per la presenza di oggetti rinvenuti datati 450.000 anni fa.
- Neolitico: trovati 1058 oggetti in zona agricola datati periodo 2900-2000 a.C.

Rinvenuti anche numerosi oggetti in bronzo risalenti a quell'epoca.
- Periodo Gallico romanico: con la conquista della Gallia da parte di Cesare avvengono profondi cambiamenti. Nel 1⁰ secolo vengono aperte nuove vie di comunicazione.

E nel medioevo viene sviluppata la navigazione sul Lot. 
Il monastero venne occupato dai canonici che cedettero i loro beni all'abbazia benedettina di La Chaise-Dieu (la decisione fu autorizzata da Papa Eugenio II). 
Alla fine del 1100 Riccardo Cuore di Leone prende possesso dell'abbazia di Santa Liberata. Il paese sarà sotto la sua protezione. 
Nel XIII secolo i religiosi prenderanno accordi col vescovo di Agen per i controlli d'autorità su 11 parrocchie dipendenti dal priore di Sainte Livradais. (1242 data dell'accordo). Quell'epoca di lotte portò anche numerosi problemi. Le guerre sono per il possesso dei beni. 
Terminata la guerra dei cent'anni tutto si risolverà favorevolmente per il Barone di Montpezat. 
Già nel 1271 la città si doterà di una assemblea municipale. Durante questi cent'anni ci furono numerose operazioni militari. 
Questo territorio si trovava sotto la giurisdizione dei Re Franchi e delle famiglie Fossat de Noailhan e De Madaillan. La denominazione occitana Santa Liurada scompare dopo la conquista dell'Occitania da parte della crociata albigese e nel 1539 ci fu l'editto che impose la lingua francese. Santa Liurada diverrà Sainte Livrade d'Agenais o solo Sainte Livrade. 
Nel 1599 Re Enrico IV esige dalla nobiltà ducale la baronia d'Aiguillon e le terre di Montpezat e Folmayrac. Santa Liberata passerà dunque sotto il Ducato d'Aiguillon.
L'ultimo duca d'Aiguillon e signore locale, eletto deputato degli Stati generali voterà l'abolizione dei privilegi nobiliari.
Il priorato e convento delle Orsoline e la Maison de la Rose sono vendute come beni nazionali. 
Alcuni nobili, per fuggire, emigreranno, ma Maria Theresa Filhot de Chimbaud (vedova M. Jacobet de Mazières) sarà decapitata il 22 Gen.
1794 a Bordeaux.

Stemma della città con Santa Liberata

Per quanto riguarda il nome da cui deriva, Santa Liberata, va detto che la città reclama, a torto o a ragione, di essere stata la città natale della santa (forse nata attorno al 122 d.C.) e addirittura il luogo del martirio.  Agli inizi del sec. XIII i monaci benedettini - cluniacensi portarono a Sigüenza oltre i Pirenei le spoglie della santa per contribuire alla ricostruzione della locale diocesi. Sono infatti conservate nella locale cattedrale spagnola.
Nel dicembre 1919, per differenziarsi da altri villaggi della Alta Garonna e Tarn e Garonna che portano anche il nome "Sainte Livrade" il governo francese decise di imporre l'attuale nome: Sainte-Livrade-Sur-Lot.
La città è multiculturale.
Accolse infatti:
- Cittadini italiani in fuga dal Fascismo durante gli anni '30 del secolo scorso.
- Gli Spagnoli in fuga dal Franchismo.
- Portoghesi in fuga da Salazar negli anni 1950/60
- Rimpatrio (anno 1956) di 1200 Francesi d'Indocina ("CAFI").
- Francesi d'Algeria (i cosiddetti Pieds-noirs) anni 1962/63.
- Emigrati dal Maghreb; (anni: dal 1970 al 1990).

## Monumenti e luoghi d'interesse
- La Tour du Roy, attribuita a Riccardo Cuore di Leone, sec. XIII, residua torre di un castello, probabilmente Forte-casa fatta costruire da un Signorotto locale. Durante la rivoluzione francese fu ceduta in proprietà alla città e divenne la locale prigione. Monumento storico nazionale dal 16 Lug. 1925.

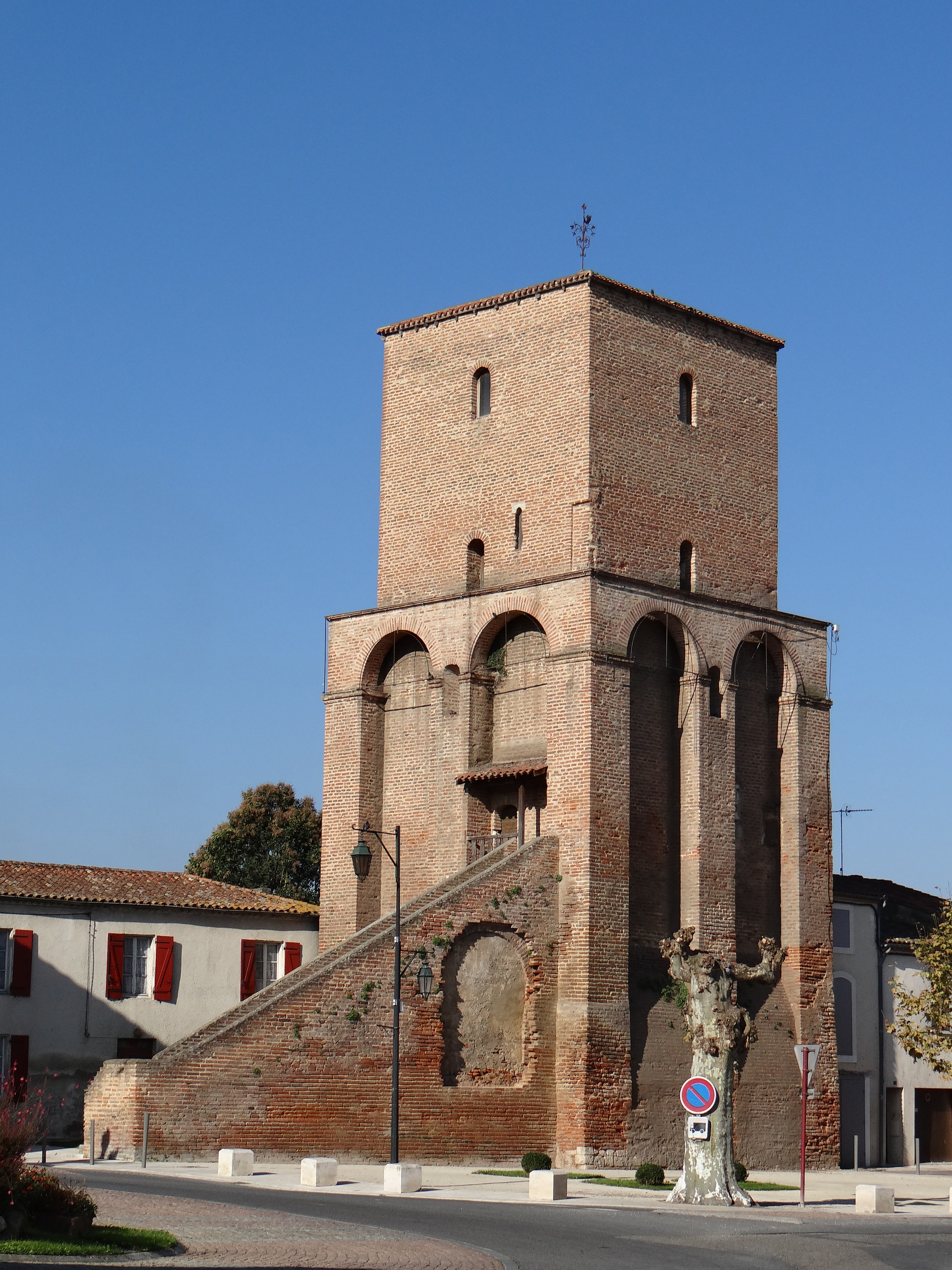
Tour du Roy sec. XIII

- La Chiesa di Sainte-Livrade-sur Lot.
- La Chiesa dei Martiri del Vietnam.
- Monumento ai caduti dello scultore Antoine Bourlange (1872-1951)
- Uno dei platani più maestosi d'Europa, alto più di 40 m. Piantato nel 1847.[3]
- Monumento alla "dea con prugna" dello scultore Paul Belmondo, padre dell'attore. Nel parco Saint Martin.[4]
- Explanade Saint Martin.
- Imbarcadero- sede nautica sulla sponda Sx del fiume Lot.
- Questa città è considerata la culla della rinomata prugna (anche secca)[5] d'Agen.

## Società

### Evoluzione demografica
Abitanti censiti